# Vincent Bolloré
Vincent Bolloré (Boulogne-Billancourt, 1º aprile 1952) è un imprenditore e produttore televisivo francese.
Già nel CdA di Mediobanca dal 2003 (al 2021 è il terzo azionista con il 2,1%) e vice-presidente di Assicurazioni Generali dal 2010 al 2013, è presidente del consiglio di amministrazione della holding Havas, sesto gruppo mondiale nel settore pubblicitario del quale possiede il 36%, dirige il gruppo di famiglia Bolloré, è l'azionista di maggioranza del colosso Vivendi tramite il quale detiene il 9,6% di Mediaset e il 23,74% di Telecom Italia. Ha interessi anche nella compagnia di navigazione Delmas, nella compagnia aerea Air Libertè e nella Banque Rivaud ed è anche membro dei CdA di Natixis e di numerose società del gruppo Socfinal.
Con un patrimonio di sette miliardi di dollari, nel 2018, la rivista Forbes lo classifica al 207º posto nella lista degli uomini più ricchi del mondo e 9º in Francia.

## Biografia
Nato a Boulogne-Billancourt, appartiene a una famiglia di industriali bretoni, sua nonna materna, Nicole Goldschmidt, è stata molto importante per lui. È laureato in diritto presso l'Université Paris X.
Vincent Bolloré comincia la sua carriera nel mondo degli affari nel 1970 presso la Banque de l'Union européenne industrielle et financière, prima di entrare nel 1975 nella Compagnie financière Edmond de Rothschild.
Nel 1981 riprende il controllo della cartiera di famiglia, all'epoca in grande difficoltà, per farla uscire dal settore di appartenenza e investire invece nel settore delle pellicole di plastica ultrafini. Le diverse partecipazioni azionarie, che producono spesso delle rapide plusvalenze, trasformano il gruppo di famiglia in una conglomerata internazionale impegnata nei settori dell'energia, agroalimentare (piantagioni di cocco e cotone in Africa e vino in Francia), trasporti e logistica.
È ritenuto un finanziere celebre a livello mondiale. In Francia si è fatto una reputazione da trader, compiendo fortunate e remunerative operazioni in Borsa, acquistando azioni delle principali società francesi, come per esempio il gruppo Bouygues.
In Italia è rappresentato da Tarak Ben Ammar, suo vicino di casa a Parigi, nei CdA di Mediobanca e Assicurazioni Generali di cui è vice-presidente dal 2010 al 2013.
Nel 2004, è diventato il maggior azionista del gruppo Havas. L'anno seguente, ha sostituito Alain de Pouzilhac alla presidenza. Successivamente si è unito in una joint venture con la Pininfarina per la produzione della nuova auto elettrica, che verrà commercializzata nel 2010.
Nel 2005, ha creato il network televisivo Direct 8, e in seguito si è assicurato il 28% della Aegis. Nel 2006, ha lanciato il quotidiano gratuito Direct soir.
Nel giugno 2014 l'assemblea generale del gruppo Vivendi convalida l'arrivo di Vincent Bolloré a capo del consiglio di vigilanza mentre Arnaud de Puyfontaine è nominato CEO del gruppo.
Dopo essere salito al 24,9% in Telecom Italia, tramite Vivendi acquista il 100% delle quote di Mediaset Premium, come annunciato l'8 aprile 2016 da Pier Silvio Berlusconi alle televisioni italiane: l'accordo dovrebbe essere finalizzato entro il 30 settembre e prevede anche uno scambio di azioni che porterà entrambi i gruppi (Mediaset e Vivendi) a detenere il 3,5% l'uno dell'altro. Tale accordo è stato però respinto da Vivendi a luglio con una lettera a Mediaset che propone un'acquisizione di solo il 20% di Mediaset Premium e la volontà di salire al 15% in Mediaset. Al 12 dicembre ne possiede il 3,01% e in due giorni sale prima al 12,32% e poi al 20%.
Il 20 dicembre raggiunge quota 25,75% del capitale e del 26,77% dei diritti di voto. Due giorni dopo tale partecipazione sale al 28,80% per la quota capitale e al 29,94% per ciò che concerne i diritti di voto.
All’aprile 2021 detiene il 9,6% del Gruppo Mediaset  e il 23,74% di Telecom con Vivendi  mentre il Gruppo Bollorè controlla il 2,8% di Mediobanca dietro a Leonardo Del Vecchio (13,2%) e Banca Mediolanum (3,3%).

## Vita privata
Ha sposato Sophie Fossorier, dalla quale ha avuto quattro figli, e in seconde nozze l'attrice e scrittrice Anaïs Jeanneret.

## Vicende giudiziarie

### In Francia
Bolloré è stato al centro di numerose polemiche per le sue numerose attività economiche nella cosiddetta Françafrique che generano ingenti profitti (trasporti pubblici, logistica, trasporti marittimi, agricoltura). Secondo alcune inchieste giornalistiche, Bolloré avrebbe avuto grandi privilegi da parte dei governi degli Stati africani grazie alle pressioni politiche e diplomatiche, a volte anche sfociate in interventi militari veri e propri, esercitate dal Governo francese presieduto da Nicolas Sarkozy.
Bolloré infatti è amico di vecchia data di Sarkozy cui ha più volte messo a disposizione il suo jet privato e il suo yacht privato: il "Paloma".
Il 24 aprile 2018 Bollorè è posto in stato di fermo a Nanterre per 36 ore dai giudici Serge Tournaire e Aude Buresi per rispondere all'accusa di "corruzione di un pubblico ufficiale straniero". I magistrati vogliono valutare se il gruppo Bolloré abbia utilizzato le sue attività di consulenza politica, attraverso la sua controllata di Havas, per ottenere la gestione dei porti di Lomé, nel Togo, e Conakry, in Guinea. Si tratta di un'indagine aperta ancora nel luglio 2012 dalla procura di Parigi, poi trasferita all'ufficio del procuratore finanziario nazionale, che riguarda Gilles Alix, CEO di Bolloré, e Jean-Philippe Dorent, capo della divisione internazionale dell'agenzia di comunicazione Havas..

### In Italia
Il 24 febbraio 2017 appare sui giornali italiani la notizia che Vincent Bolloré sarebbe indagato dalla Procura di Milano per concorso in aggiotaggio nella scalata del gruppo francese a Mediaset.
Il giorno stesso Vivendi risponde con un comunicato stampa in francese: "L'inscription des dirigeants de Vivendi dans le registre de la Procure de Milan est la conséquence de la plainte sans fondement et abusive déposée par les Berlusconi contre Vivendi après sa montée au capital de Mediaset. Cette inscription en l'état n'indique en aucune façon une quelconque accusation contre quiconque."
Tradotto in italiano corrisponde a: "L'iscrizione dei dirigenti di Vivendi nel registro della Procura di Milano è la conseguenza dell'esposto senza fondamento e illegittimo depositato dai Berlusconi contro Vivendi a seguito della scalata di quest'ultima al capitale di Mediaset. Questa iscrizione non indica in alcun modo un'accusa contro qualcuno."
Il 19 aprile 2021 il Tribunale di Milano, sezione civile, si è pronunciato sulle cause Mediaset-Vivendi (mettendo la prima parola fine alle cause risarcitorie promosse negli ultimi anni): Vivendi ne esce vittoriosa, con due sentenze su tre che sono integralmente favorevoli ai francesi. Una decina di giorni più tardi, dopo cinque anni di battaglie, scoppia la pace tra Vivendi e Mediaset con la reciproca rinuncia a tutte le cause e denunce pendenti; nel giro di cinque anni, Vivendi venderà sul mercato il 19,19% che avrebbe dovuto “parcheggiare” in Simon Fiduciaria per ordine dell’Agcom e scenderà al 4,61% senza acquistare più titoli. Inoltre, Vivendi voterà a favore del trasferimento della sede legale di Mediaset in Olanda, le lascerà campo libero nell’acquisizione della rete francese M6 e della tedesca ProSiebenSat.1 Media e la sua controllata Dailymotion pagherà al Biscione 26,3 milioni di euro, poiché per la pubblicazione di video con copyright di RTI e Medusa Film altrimenti avrebbe dovuto pagare danni per 200 milioni.

## Patrimonio
Nel 2017, la rivista Forbes stima la sua fortuna in 4,7 miliardi di dollari, e è la 248e fortuna mondiale.